# Скерретт, Джон Бирн
Джон Бирн Скерретт (1778 — 10 марта 1814) был британским военным, участвовавшим в Пиренейских войнах.

## Биография
Он был единственным сыном генерал-лейтенанта Джона Николаса Скерретта. В 1783 году он был зачислен энсином в 99-й пехотный полк и был лейтенантом 79-го пехотного полка в 1784 году, лейтенантом 19-го пехотного полка в 1791 году, капитаном 123-го пехотного полка в 1795 году, капитаном 69-го пехотного полка в 1795 году, майором 83-го пехотного полка в 1798 году, подполковником 83-го пехотного полка в 1800 году, на половинном жаловании в 1803 году, подполковником 10-го резервного батальона в 1803 году, подполковником 47-го пехотного полка в 1804 году, временно повышен до полковника в 1810 году и генерал-майором в 1813 году.
В 1809 году, во время Пиренейской войны, он был со своим полком в Кадисе, когда в мае был назначен командующим 2-й британской бригадой (2-й батальон 47-го (Ланкаширского) пехотного полка и два батальона 20-го полка португальской пехоты). Затем Скерретт и его собственный 2-й батальон 47-го полка, были посланы на помощь обречённому испанскому гарнизону в Таррагоне (подробнее см. осада Таррагоны). Скерретт и его отряд присоединились к основным войскам в Кадисе в июле.
Скерретт был командующим британскими силами, оборонявшими Тарифу во время осады 1811—1812 годов и участвовал в битве на мосту Триана в Севилье в 1812 году.
Он был командиром бригады под командованием сэра Томаса Грэхэма в Нидерландах с 1813 по 1814 год и погиб при штурме Берген-оп-Зома в 1814 году.
В северном трансепте собора Святого Павла в Лондоне ему установлен памятник.